# Schloss Nennhausen
Schloss Nennhausen ist ein schlossartig ausgebautes Herrenhaus im Dorf Nennhausen im Westen des Landes Brandenburg. Das Herrenhaus gehörte zum Rittergut Nennhausen. Mit dem Schlosspark Nennhausen bildet es ein in seinem Zustand im Havelland seltenes Ensemble. Alexander von Stechow (1938–2020) hat zusammen mit seiner Ehefrau Benita 1996 das Schloss Nennhausen erworben und saniert.

## Geschichte

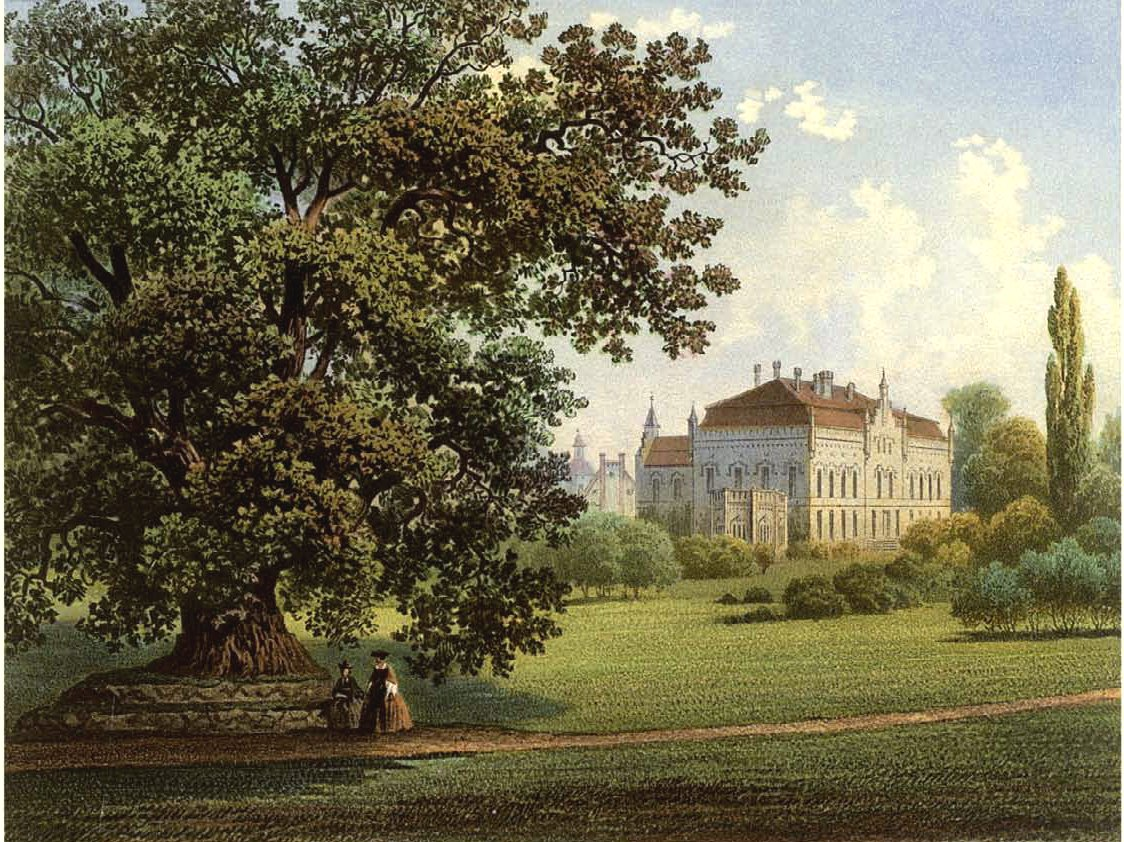
Schloss Nennhausen zwischen 1860 und 1861, Alexander Duncker

1686 erwarb die Familie von Briest das Rittergut Nennhausen von der Familie von Lochow. Das Schloss wurde unter Nutzung vorbestehender Fundamente 1705 von Georg Christoph von Briest erbaut. 1735 begannen umfangreiche Umbaumaßnahmen beziehungsweise Erweiterungen, die mindestens bis 1738 andauerten. Schloss Nennhausen wurde im Stil des Barock als dreiflüglige Anlage umgestaltet. Bauherr war Friedrich Christoph von Briest.
Zwischen 1803 und 1831 lebte der Dichter Friedrich de la Motte Fouqué, der mit Caroline Philippine von Briest, verwitwete von Rochow, verheiratet war, in den Sommermonaten auf Schloss Nennhausen. Einige bekannte Persönlichkeiten waren im frühen 19. Jahrhundert Gäste auf Schloss Nennhausen. So verbrachten beispielsweise Adelbert von Chamisso, August Wilhelm Schlegel, Karl August Varnhagen von Ense oder Ernst Theodor Amadeus Hoffmann einige Zeit bei de la Motte Fouqué. Friedrich de la Motte Fouqué schrieb im Gutspark seine Undine, die von E.T.A. Hoffmann vertont wurde.
Nach dem Tod de la Motte Fouqués Schwiegervater Philipp von Briest 1822 und dem Erlöschen der Familie von Briest kam Nennhausen durch Erbschaft an die Familie von Rochow. In der Mitte des 19. Jahrhunderts kam es wieder zu umfangreicheren Umbauten am Schloss. Die Entwürfe stammten vom Hofbaurat Ferdinand von Arnim. Bei diesen Umbauten wurde der nördliche Seitenflügel abgerissen und der südliche erhöht. Das L-förmige Gebäude bekam eine Putzfassade und dekorative Elemente, welche für den historistischen Neu-Tudorstil typisch sind. Nach dem Jahr 1859 wechselte der Besitz des Gutes häufiger. Nach dem 1879 amtlich publizierten Generaladressbuch der Rittergutsbesitzer der Provinz Brandenburg galt als Eigentümer des kreistagsfähigen Rittergutes die briefadelige Familie von Jaeckel. Der Besitz samt Brennerei und Ziegelei war verpachtet an einem Ober-Amtmann und besaß einen Umfang von etwa 1266 Hektar Land inklusive 410 Hektar Wald. Um 1907 ist Besitzerin Frau Anna von Bredow-Briesen, geborene von Jaeckel. 1928 wurde schließlich der Gutsbezirk aufgelöst respektive mit der Gemarkung des Ortes zusammengelegt. Besitzer von Schloss Nennhausen war bereits aus der Zeit vor 1910 Egon Reichsgraf von und zu Westerholt und Gysenberg (1844–1923). Dann folgten seine Erben, der gleichnamige Enkel Egon. Das Gut hatte 1929, also kurz vor der großen Wirtschaftskrise, eine Größe von 1371 Hektar. Als Verwalter fungierte der Bevollmächtigte Major a. D. von Bose-Bagow. Nennhausen war Teil eines großen Familienfideikommiss der Grafenfamilie zu Westerholt.
Zum Kriegsende 1945 wurde Schloss Nennhausen und das Gut mit 827 Hektar im Zuge der Bodenreform enteignet. Das Gebäude wurde zunächst Flüchtlingsheim und später als Schule genutzt. In der Folgezeit weitere Nutzungen waren Sparkasse, Kulturhaus, Kindergarten, Bibliothek, Gemeindeverwaltung und Standesamt. 1983 kam es im Schloss im Zuge von Bauarbeiten zu einem Brand des Dachs. Die Ruine war nunmehr für fast zehn Jahre dem Verfall preisgegeben. 1990 wurde das Schloss als Baudenkmal ausgewiesen. Erst 1992 wurden umfangreichere Sicherungsmaßnahme ergriffen. Seit 1997 ist Schloss Nennhausen im Besitz der Familie von Stechow. Ab 2001 erfolgten umfangreiche Sanierungen der Anlage. Schloss Nennhausen wird als privater Wohnsitz, aber auch als Kulturstätte genutzt.

## Gutshaus

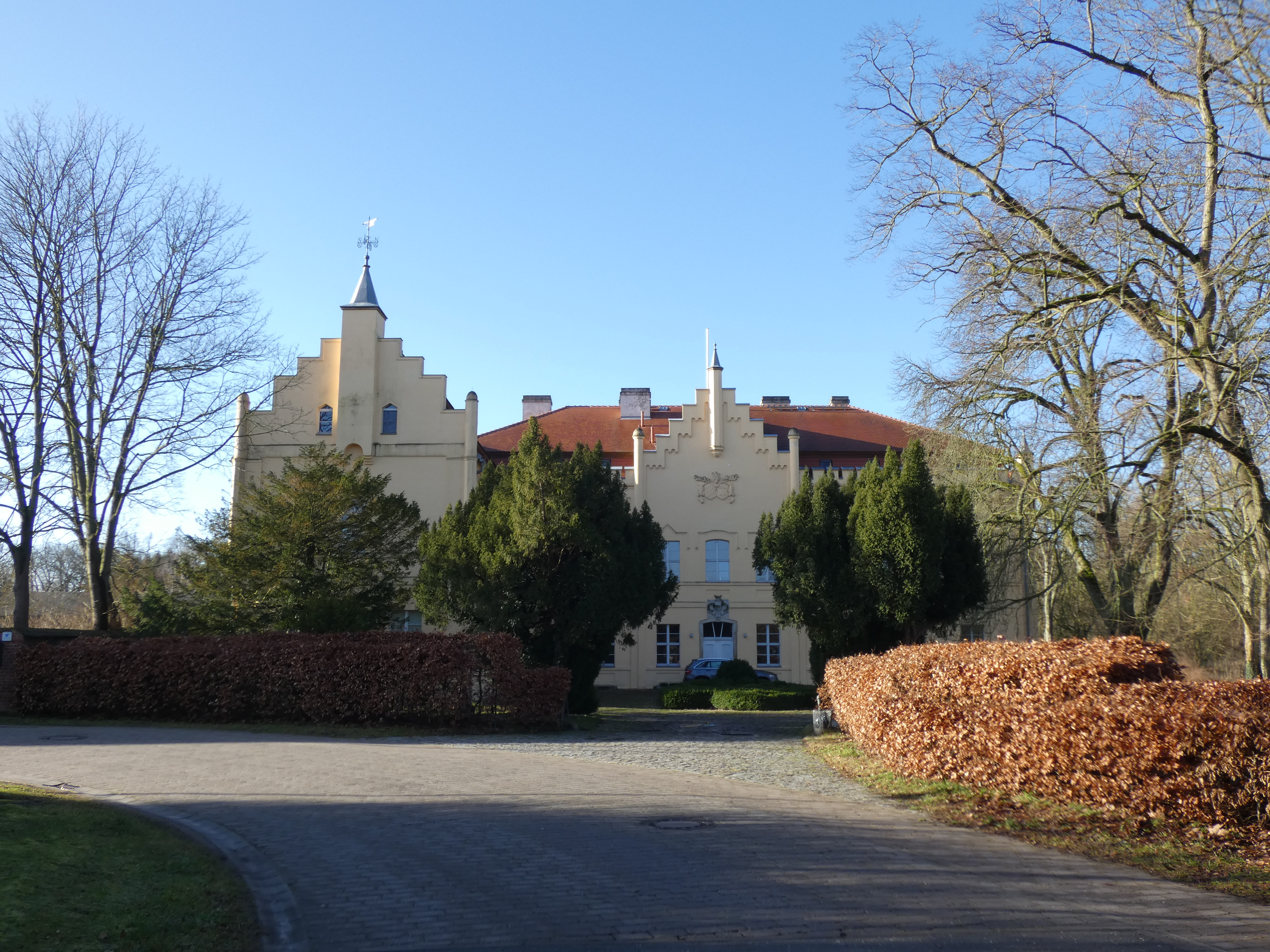
Schloss Nennhausen vom Ehrenhof

Schloss Nennhausen ist ein zweiflügliger Bau. Haupt- und südlicher Seitenflügel haben zwei Stockwerke. Der Putz hat einen gelben Farbton. Im Hauptflügel zum Ehrenhof befindet sich ein segmentbogig gestaltetes Portal. Über diesem befindet sich ein Wappenstein mit dem Wappen des Bauherren Friedrich Christoph von Briest. Auffällig sind Staffelgiebel, zum Hof über drei, zum Park über zwei Fensterachsen mit türmchenartigen Giebelreitern. Unter dem Giebel zum Ehrenhof ist ein großes, doppeltes Wappen eingearbeitet. Das heraldisch rechte ist das Wappen der Familie von Stechow, das heraldisch linke das der Familie von Menges. Die Fassade ist mit Lisenen und Gesimsen gestaltet. Weiterhin weisen die Fenster leichte Verdachungen aus Putz auf. Die Traufe ist zinnenartig gestaltet. Einen ähnlichen Staffelgiebel wie mittig der Hauptflügel weist der Seitenflügel nach Osten auf. Auf einem zentralen Giebelreiter befindet sich eine Wetterfahne. Die Dächer sind Mansarddächer mit ausgebautem Dachgeschoss. Sie sind mit roten Biberschwänzen eingedeckt.

## Guts- beziehungsweise Schlosspark

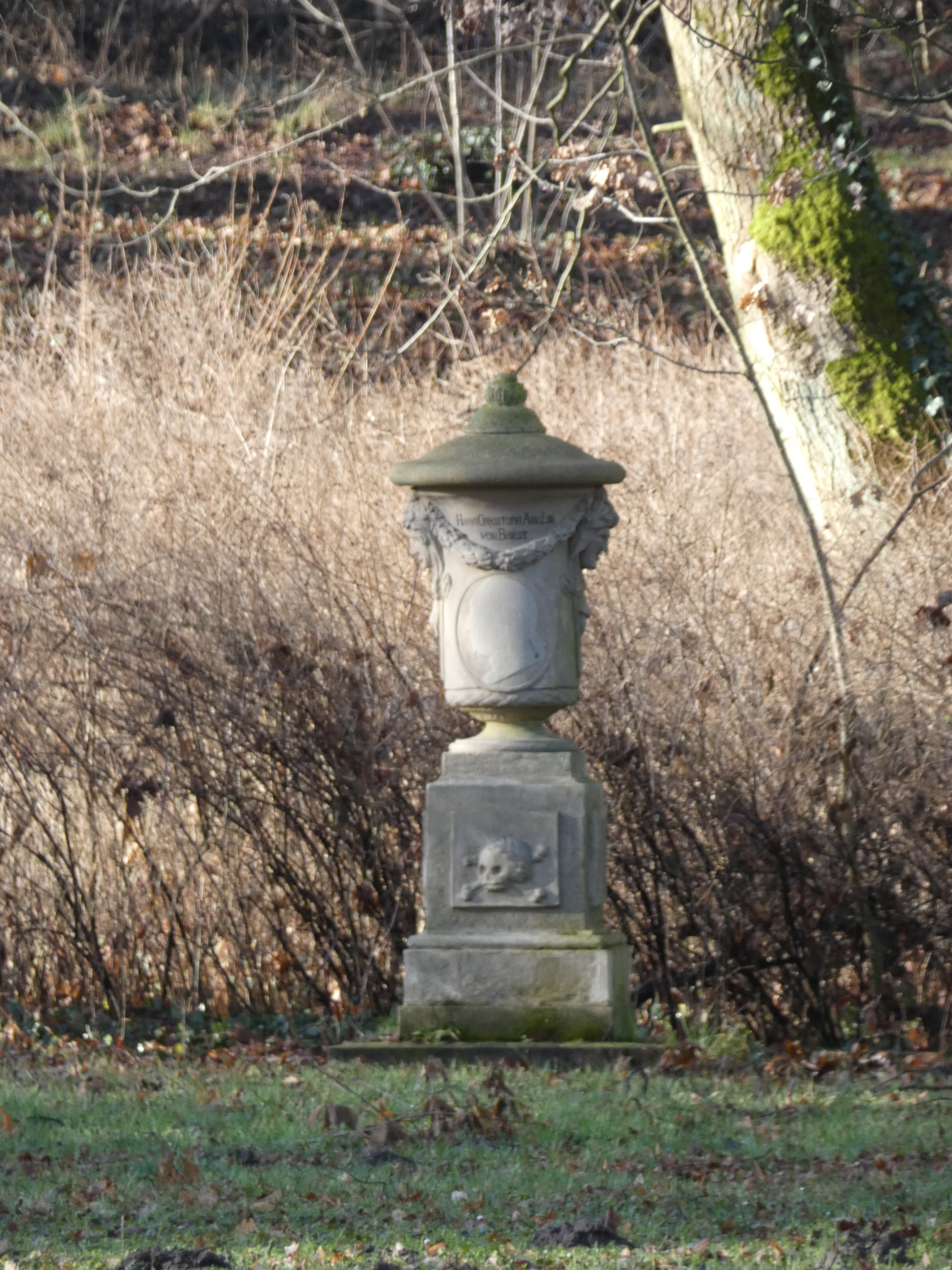
Vasenskulptur im Park

Der Guts- beziehungsweise Schlosspark hat eine Größe von etwa 40 Hektar. Er geht auf de la Motte Fouqués Schwiegervater Philipp von Briest zurück. Die zentralen Bereiche wurden zwischen etwa 1780 und 1822 als englischer Landschaftsgarten angelegt. Ein etwa 400 Jahre alter Baum trug den Namen Fouqué-Eiche, bevor er 2006 zusammenbrach und seither nur noch als Baumruine existiert. Ein Vasenmonument erinnert an Ludwig von Briest, einen Bruder Philipps. In der zweiten Hälfte des 20. Jahrhunderts, nach der Enteignung im Zuge der Bodenreform, verwilderte der Park. Erst ab 1990 wurde er schrittweise wieder in seiner Form hergestellt. Schloss Nennhausen mit seinem Park ist neben Schloss Paretz das einzige wiederhergestellte Ensemble im Landkreis Havelland. Im Park ist die ehemalige Orangerie, ein kleines Gebäude, ausgebaut. 2015 wurden zehn Plastiken und Reliefs aus Ton des Bildhauers Dirk Harms im Schlosspark installiert.